# Thinking Machines Lab
Thinking Machines Lab Inc. — американский стартап в области искусственного интеллекта (ИИ), основанный в феврале 2025 года под руководством Миры Мурати, ранее занимавшей должность технического директора OpenAI. Цель компании — создание более понятных и настраиваемых систем ИИ, ориентированных на сотрудничество человека и ИИ, а также на разработку интеллектуальных моделей.

## История
Компанию Thinking Machines Lab в феврале 2025 года основала Мира Мурати, ранее занимавшая должность технического директора в OpenAI. К моменту запуска стартап привлек около 30 исследователей и инженеров из конкурирующих компаний, включая OpenAI, Meta AI и Mistral AI.
В команду основателей вошел Джон Шульман, сооснователь OpenAI, присоединившийся к Thinking Machines Lab после непродолжительной работы в Anthropic. К команде также присоединились бывшие сотрудники OpenAI Джонатан Лахман и Баррет Зоф. Советниками стали Боб МакГрю, ранее занимавший должность директора по исследованиям в OpenAI, и Алек Рэдфорд, ведущий исследователь многих ключевых моделей OpenAI.

## Бизнес-структура
Thinking Machines Lab использует структуру управления, в которой Мира Мурати имеет решающий голос по вопросам совета директоров, что обеспечивает ей возможность принимать решения большинством голосов. Кроме того, голоса акционеров-основателей имеют вес в 100 раз больше, чем голоса обычных акционеров, что обеспечивает сильное влияние основателей на стратегическое направление лаборатории.
В апреле 2025 года стало известно, что Andreessen Horowitz возглавил посевной раунд финансирования Thinking Machines Lab в размере 2 млрд долларов, что оценило компанию как минимум в 10 млрд долларов. Правительство Албании (страны происхождения Мурати) также приняло участие в этом раунде, инвестировав 10 млн долларов, что потребовало внесения поправок в бюджет страны на 2025 год.

## Оплата труда
Business Insider сообщил, что стартап Thinking Machines Lab предлагает некоторым специалистам зарплаты до 500 тыс. долларов в год. Данные о зарплатах были получены из документов, которые компания подает при найме иностранных специалистов по американской визе H-1B.
Согласно этим документам, двум техническим специалистам выплачивается по 450 тыс. долларов в год. Еще один сотрудник, указанный как «соучредитель, специалист по машинному обучению», также зарабатывает 450 тыс. долларов. Одному из специалистов компания платит 500 тыс. долларов в год, но его роль в стартапе не уточняется.
Эти данные включают только базовые зарплаты, без учета премий, бонусов, опционов и других видов поощрений. Для сравнения, средняя зарплата технических специалистов в OpenAI составляет 292 тыс. долларов в год, в Anthropic — 387,5 тыс. долларов в год.

## Цели и особенности
Основная цель Thinking Machines Lab — сделать системы искусственного интеллекта более понятными, настраиваемыми и способными к взаимодействию с человеком. Компания ориентирована на создание продуктов, которые помогают работать с ИИ, а не заменяют людей.
Ключевые особенности стартапа:
- Персонализация: разработка ИИ-систем, которые адаптируются к индивидуальным потребностям каждого пользователя.
- Открытая разработка: публикация исследований и кода для сообщества, способствуя прозрачности и сотрудничеству.
- Человеко-центричный подход: разработка ИИ, который дополняет и улучшает работу человека, а не заменяет его.
- Интеллектуальные AI-модели: разработка систем для программирования и научных исследований.
- Безопасная инфраструктура: создание платформ для удобного и защищенного взаимодействия с ИИ.
- Мультимодальные системы: интеграция работы с текстом, видео и изображениями для более широкого спектра приложений.